# Oirase
Der Oirase (jap. 奥入瀬川, Oirase-gawa) ist ein Fluss in der Präfektur Aomori in Japan. 
Er entspringt dem Towada-See, dem größten Calderasee der Insel Honshū.
Der Fluss ist 67 km lang und hat ein Wassereinzugsgebiet von 820 km².